# Isotretinoin
Isotretinoin (INN), cũng có tên gọi là 13-cis-retinoic acid, là một loại thuốc uống được sử dụng chủ yếu để điều trị mụn trứng cá nghiêm trọng. Hiếm khi, nó cũng được sử dụng để phòng ngừa một số bệnh ung thư da (ung thư biểu mô tế bào vảy), và trong điều trị các bệnh ung thư khác. Nó được sử dụng để điều trị cá sần kiểu bướm sọc, bệnh da thường gây chết người và ôthiosis lamellar. Nó là một retinoid, có nghĩa là nó liên quan đến vitamin A, và được tìm thấy trong một lượng nhỏ tự nhiên trong cơ thể. Đồng vị của nó, tretinoin, cũng là một loại thuốc mụn trứng cá.
Isotretinoin chủ yếu được sử dụng như là một loại thuốc điều trị mụn trứng cá nghiêm trọng. Tác dụng phụ thường gặp nhất là mụn trứng cá đang trở nên trầm trọng hơn (kéo dài 2-3 tuần), môi khô (viêm bao màng), da khô và dễ gãy, và tăng khả năng bị cháy nắng. Những phản ứng phụ hiếm gặp và hiếm gặp bao gồm đau nhức bắp thịt (đau cơ) và nhức đầu. Isotretinoin gây ra các khuyết tật bẩm sinh do tiếp xúc tử cung do sự gần giống của phân tử với retinoic acid, một dẫn chất vitamin A tự nhiên kiểm soát sự phát triển phôi bình thường.
Tại Hoa Kỳ, phải có thủ tục đặc biệt để lấy dược phẩm. Ở hầu hết các quốc gia khác, yêu cầu phải có giấy chấp thuận để giải thích những rủi ro này. Phụ nữ dùng isotretinoin không được mang thai trong và trong 1 tháng sau khi điều trị bằng isotretinoin. Sự kiêng cữ tình dục hoặc biện pháp tránh thai hiệu quả là bắt buộc trong thời kỳ này. Các phương pháp rào cản chính nó (ví dụ như bao cao su không được coi là phù hợp do không thể chấp nhận do tỷ lệ thất bại khoảng 3%. Phụ nữ mang thai trong khi điều trị bằng isotretinoin thường được khuyên dùng để có một phương pháp phá thai. Isotretinoin không ảnh hưởng đến sinh sản nam giới.
 Isotretinoin lần đầu tiên được đưa ra thị trường như là Accutane bởi Hoffmann-La Roche. Nó đã bán được trong nhiều năm, nhưng trong năm 2009, Roche đã quyết định loại bỏ Accutane khỏi thị trường Mỹ sau khi bồi thẩm đoàn đã nhận được hàng triệu đô la thiệt hại cho người sử dụng Accutane cũ về bệnh viêm ruột tuyên bố. Các tên thương hiệu thông dụng khác gồm Roaccutane (Hoffman-La Roche, được biết đến với tên Accutane in the United States before July 2009), Amnesteem (Mylan), Claravis (Teva), Absorica (Ranbaxy), Isotroin (Cipla), và Epuris (Cipher).

## Sử dụng y tế
Isotretinoin được sử dụng chủ yếu cho mụn trứng cá nặng và mụn trứng cá mà không đáp ứng với điều trị khác.  Điều trị mụn trứng cá thường bắt đầu bằng retinoid cục bộ (như tretinoin, adapalene, kết hợp với kháng sinh tại chỗ (ví dụ clindamycin, erythromycin) hoặc các chất khử trùng (ví dụ như các chế phẩm chứa benzoyl peroxide), tiếp theo là kháng sinh đường uống (ví dụ, Doxycycline hoặc minocycline). Ở phụ nữ, thuốc viên tránh thai có thể hữu ích nếu không có chống chỉ định.
Thuốc này cũng có hiệu quả phần nào đối với bệnh hidradenitis suppurativa (còn gọi là bệnh Verneuil) và một số trường hợp nhiễm rosacea nặng. Ngoài ra Isotretinoin có thể được sử dụng để giúp điều trị bệnh ichthyosis harlequin, bệnh ichthyosis lamellar và trong một số trường hợp khô da sắc tố để làm giảm chứng dày sừng. 
Isotretinoin đã được sử dụng để điều trị hội chứng người hoá đá - một tình trạng cực kỳ hiếm gặp. Nó cũng được sử dụng để điều trị u nguyên bào thần kinh.